# Giáo phận Wonju
Giáo phận Wonju (tiếng Hàn Quốc: 천주교 원주교구; tiếng Latinh: Dioecesis Voniuensis) là một giáo phận của Giáo hội Latinh trực thuộc Giáo hội Công giáo Rôma ở Hàn Quốc. Giáo phận là một giáo phận trực thuộc Tổng giáo phận Seoul. Lãnh đạo đương nhiệm của giáo phận là Giám mục Basiliô Cho Kyu-man.

## Địa giới
Địa giới giáo phận ở Hàn Quốc bao gồm:
- Các thành phố Donghae (một phần), Samcheok, Wonju, Taebaek, và các huyện Yeongwol, Jeongseon, Pyeongchang (một phần) và Hoengseong thuộc tỉnh Gangwon;
- Thành phố Jecheon và huyện Danyang thuộc tỉnh Chungcheong Bắc.

Nhà thờ chính tòa của giáo phận là Nhà thờ chính tòa Đức Mẹ Ban Ơn ở thành phố Wonju, cũng là nơi đặt tòa giám mục của giáo phận.
Giáo phận được chia thành 53 giáo xứ.

## Lịch sử
Giáo phận được thành lập vào ngày 22/3/1965 theo tông sắc Fidei propagandae của Giáo hoàng Phaolô VI, trên phần lãnh thổ tách ra từ Giáo phận Ch'unch'on (hiện là Giáo phận Chuncheon).
Vào ngày 29/5/1969 một phần lãnh thổ của giáo phận được tách ra để thành lập Giáo phận Andong.

## Giám mục quản nhiệm
Các giai đoạn trống tòa không quá 2 năm hay không rõ ràng bị loại bỏ.
- Đanien Tji Hak Soun † (22/3/1965 - 12/3/1993 qua đời)
- Giacôbê Kim Ji-seok (12/3/1993 thừa kế chức vụ - 31/3/2016 về hưu)
- Basiliô Cho Kyu-man, từ 31/3/2016

## Thống kê
Đến năm 2020, giáo phận có 79.402 giáo dân trên dân số tổng cộng 880.054, chiếm 9,0%.
| Năm  | Dân số   | Dân số    | Dân số | Linh mục      | Linh mục       | Linh mục      | Linh mục                | Phó tế | Tu sĩ     | Tu sĩ    | Giáo xứ |
| Năm  | giáo dân | tổng cộng | %      | linh mục đoàn | linh mục triều | linh mục dòng | tỉ lệ giáo dân/linh mục | Phó tế | nam tu sĩ | nữ tu sĩ | Giáo xứ |
| ---- | -------- | --------- | ------ | ------------- | -------------- | ------------- | ----------------------- | ------ | --------- | -------- | ------- |
| 1970 | 30.745   | 1.021.523 | 3,0    | 32            | 11             | 21            | 960                     |        | 21        | 42       | 21      |
| 1980 | 36.018   | 1.182.020 | 3,0    | 32            | 20             | 12            | 1.125                   |        | 12        | 40       | 25      |
| 1990 | 42.079   | 1.234.000 | 3,4    | 36            | 36             |               | 1.168                   |        | 7         | 98       | 28      |
| 1999 | 53.162   | 847.516   | 6,3    | 61            | 61             |               | 871                     |        |           | 177      | 34      |
| 2000 | 55.822   | 844.284   | 6,6    | 53            | 53             |               | 1.053                   |        |           | 179      | 34      |
| 2001 | 57.572   | 832.535   | 6,9    | 60            | 60             |               | 959                     |        |           |          | 35      |
| 2002 | 59.684   | 863.209   | 6,9    | 62            | 62             |               | 962                     |        |           | 184      | 36      |
| 2003 | 60.985   | 880.473   | 6,9    | 60            | 60             |               | 1.016                   |        |           | 284      | 36      |
| 2004 | 62.447   | 901.233   | 6,9    | 69            | 69             |               | 905                     |        |           | 222      | 38      |
| 2010 | 68.892   | 820.724   | 8,4    | 79            | 79             |               | 872                     |        |           | 316      | 44      |
| 2014 | 73.538   | 830.280   | 8,9    | 85            | 85             |               | 865                     |        | 2         | 232      | 47      |
| 2017 | 76.421   | 866.728   | 8,8    | 94            | 94             |               | 812                     |        | 3         | 217      | 50      |
| 2020 | 79.402   | 880.054   | 9,0    | 100           | 100            |               | 794                     |        | 2         | 211      | 53      |